# Арлет Венсан
Арлет Венсан (на френски: Arlette Vincent) е белгийска телевизионна водеща.
Започва кариерата си като говорителка малко преди Световното изложение в Брюксел през 1958 година. През следващите години води множество телевизионни предавания, включително научно-популярната поредица „Жарден Екстраординер“. Оттегля се през 1991 година.